# Sode (Rüstung)
Die Sode (jap. 袖, dt. „Ärmel“) sind ein Bestandteil japanischer Samurairüstungen (Yoroi).

## Beschreibung
Die Sode bestehen in der Regel aus länglichen Metallstreifen, die mit Seidenschnüren beweglich untereinander befestigt sind. Das obere Element besteht aus massivem Metall, an dem Seidenschnüre zur Befestigung am Brustpanzer (Dō) befestigt sind. Die Sode sind meist quadratisch-rechteckig und haben eine Seitenlänge von etwa 16 cm bis etwa 36 cm. In der Regel sind sie älteren Herstellungsdatums, je größer sie sind. Man unterscheidet drei Hauptklassen:
- Ō-Sode (大袖): Groß
- Chū-Sode (中袖): Mittel
- Ko-Sode (小袖): Klein

Die Klasse Oki-Sode ist eine Version der Ko-Sode.
Die Benamungen der Klassenversionen sind:
- Gaku-Sode oder auch Namban-Sode, Gaku-Sode: Sehen aus wie gerahmte Schilder, die vor chinesischen Klöstern zu finden sind. Das zentrale Plattenstück besteht aus Metall und ist meist mit einem Drachenornament lackiert, oder mit anderen Darstellungen. Der Rahmen ist aus einem glänzenden, ornamentierten Metall hergestellt.
- Kohire: Eine Art kleinerer Schulterklappen. Sie werden nur auf der Rüstungsart Tōsei-gusoku gefunden.
- Tōsei-Sode oder Mōgami-Sode: Die Sode-Panzerung ist auf einer Unterlage aus festem Stoff aufgebracht, um ein Klappern der Platten zu verhindern.
- Tsubo-Sode: Ist etwa gleich mit der Tōsei-Sode, mit dem Unterschied, dass sie stärker gekrümmt sind.
- Ha-Sode auch Taka-no-Ha-Sode: Sind in der Form eins Vogelflügels gestaltet.
- Hiyotan-Sode: Geformt wie der Umriss einer Kürbisflasche.
- Kawa-Sode: Die Verbindungen der Platten bestehen aus Lederbändern.
- Kawara-Sode: Besteht aus großen, länglichen Platten, am Ende mit zwei beweglichen Platten ausgestattet und mit Lederriemen verbunden.
- Ki-no-Ha-Sode: Sind wie ein Blatt geformt.
- Kusari-Sode: Besteht aus einem länglichen Stück Leder oder gestepptem Stoff, das mit Kettenpanzerung überzogen ist. Auf der Oberseite befindet sich eine schmale Platte (Kamuri-Ita), um die gesamte Sode zu versteifen.
- Maru-Sode: Ist aus einer einzelnen, ovalen Metallplatte hergestellt und meist mit einem Kamm oder mit Mustern verziert[1].